# 科地区圣洛朗
科地区圣洛朗（法語：Saint-Laurent-en-Caux，法語發音：[sɛ̃ loʁɑ̃ ɑ̃ ko]）是法国诺曼底大区滨海塞纳省的一个市镇，属于鲁昂区。 

## 地理
科地区圣洛朗（49°45'4"N, 0°52'50"E）面积6.46 平方千米，位于法国诺曼底大区滨海塞纳省，迪耶普西南约32千米，D142、D149和D50公路的交界处。 
与科地区圣洛朗接壤的市镇（或旧市镇、城区）包括：布德维尔、布雷特维尔圣洛朗、戈讷托、普雷托-维克马尔、勒维尔、萨讷圣瑞斯特。
科地区圣洛朗的时区为UTC+01:00、UTC+02:00（夏令时）。

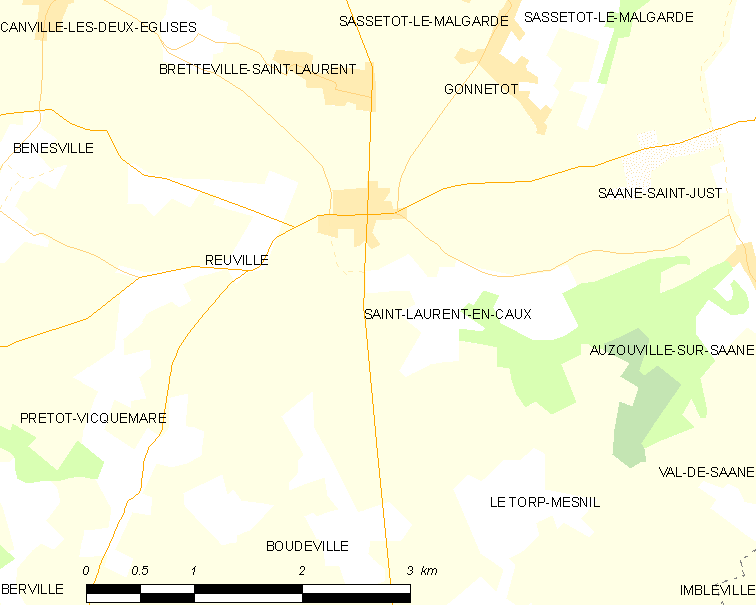
科地区圣洛朗的OSM定位图

## 行政
科地区圣洛朗的邮政编码为76560，INSEE市镇编码为76597。

## 政治
科地区圣洛朗所属的省级选区为伊沃托县。

## 人口

1962-2008年间科地区圣洛朗人口变化图示

科地区圣洛朗于2022年1月1日时的人口数量为728人。